# Jutta Heinrich
Pour les articles homonymes, voir Heinrich.
Jutta Heinrich, née le 4 avril 1940 à Berlin et morte le 23 juillet 2021 à Hambourg, est une écrivaine féministe allemande.

## Biographie
Jutta Heinrich grandit en Bavière, effectue ses études primaires et secondaires jusqu'au collège, puis travaille dans divers commerces de gros et de détail. C'est la fille d'un avocat, entrepreneur et artiste de formation, dont elle dirige l'usine de placage et de contreplaqué pendant un certain temps. Après avoir réussi son Abitur lors de rattrapages, elle étudie la pédagogie sociale à l'Université des sciences appliquées de Hambourg à partir de 1972 ainsi que la littérature et les études allemandes à l'Université de Hambourg à partir de 1975. Parallèlement à ses études, elle commence à publier des ouvrages littéraires. En 1987, elle participe au Concours Ingeborg Bachmann à Klagenfurt. À partir de 1988, elle est chargée de cours en littérature, politique et histoire aux universités de Brême, Hambourg et Berlin. En 2005, elle est invitée à prendre part à une conférence à l'Université des Arts de Berlin. Heinrich vit à Hambourg. Elle est également membre du conseil d'administration de la Kulturstiftung Schloss Agathenburg (de) en Basse-Saxe.
Depuis 1998, elle est membre du PEN Centre Germany (en). En plus de diverses bourses de travail, elle reçoit le prix de littérature de Würzburg en 1989 et la médaille Biermann-Ratjen (de) en 2017,.

## Œuvre

### Autrice féministe
Jutta Heinrich écrit des textes en prose, des essais, des pièces de théâtre et des pièces radiophoniques. Son œuvre Das Geschlecht der Gedanken est considéré comme un essai féministe dans lequel elle plaide pour la légitimité et la valeur propre du sexe féminin, pas seulement indépendamment du sexe masculin mais surtout contre le principe masculin. Plusieurs ouvrages se sont appuyés sur ses thèses,,. Elle commence l'écriture de ce livre en 1966 mais, pour l'époque, laisser une femme publier un tel roman, considéré comme radical, était impensable pour les maisons d'édition. Elle a donc attendu 1977 pour le publier.

### Autrice de science-fiction
Jutta Heinrich est également une autrice de science-fiction. Son œuvre principale est son roman Unheimliche Reise qui plonge le lecteur dans un voyage au cœur des ténèbres.

## Réception critique
À la suite de l'écriture du manuscrit de l'ouvrage Das Geschlecht der Gedanken de Jutta Heinrich, Lottemie Doormann écrit :
« 1971 war die ‘herausfordernde Erfindung’ fertiggestellt. Sie [Jutta Heinrich] bot das Buch einigen Verlagen an, erntete durchweg positive Kritiken, teilweise sogar Euphorie, es fehlte nicht einmal an Empfehlungen renommierter Kollegen. Aber schließlich immer wieder dieselbe Antwort : bedauerlicherweise gäbe es für das Buch keine Käuferschicht. Und häufig der Vorbehalt : eine solche Phantasie bei einer Frau ! »
« En 1971, "l'invention provocante" était achevée. Elle [Jutta Heinrich] a proposé le livre à plusieurs éditeurs, a reçu des critiques positives, parfois même euphoriques, et les recommandations de collègues renommés n'ont pas manqué. Mais finalement, toujours la même réponse : malheureusement, il n'y aurait pas d'acheteurs pour ce livre. Et souvent la réserve suivante : une telle fantaisie chez une femme ! »
Elle n'est pas la seule à réagir. Le journal Die Zeit écrit à sa sortie qu'il s'agit de « vengeance de la victime », tandis que le Spiegel parle d'un livre sur les « âmes mortes ». Le professeur Renate Möhrmann écrit dans le Kritisches Lexikon zur deutschsprachigen Gegenwartsliteratur (de) : « Un des livres les plus passionnants, les plus poétiques et les plus précis sur l'interaction entre l'oppression et la violence ». Enfin, l'auteur Jürgen Strasser écrit à l'intention du PEN-Zentrum, dont est membre Jutta Heinrich depuis 1999 : « Elle a été une importante pionnière du féminisme et a souvent su remettre en question les rôles traditionnels avec un esprit pointu ».

## Ouvrages
- (de) Das Geschlecht der Gedanken Roman, © 2014 (ISBN 978-3-596-30097-6, OCLC 907955338)
- (de) Unterwegs, Berlin, Playmarket-Theaterverlag Jacobs u. Kersten, 1978 (OCLC 74440701)
- (de) Mit meinem Mörder Zeit bin ich allein, Frauenoffensive, 1981 (ISBN 978-3-88104-107-2, OCLC 11563947)
- (de) Eingegangen, Orlanda Frauenverlag, 1987 (ISBN 978-3-922166-27-6, OCLC 17331388)
- (de) Männerdämmerung, Cologne, 1989
- (de) Alles ist Körper extreme Texte, © 2014 (ISBN 978-3-596-30099-0, OCLC 907955340)
- (de) Im Revier der Worte : Provokationen, Gegenreden, Zwischenrufe, Fischer Taschenbuch Verlag, 1994 (ISBN 978-3-596-12308-7, OCLC 31756894)
- (de) Sturm und Zwang : Schreiben als Geschlechterkampf, Klein, 1995 (ISBN 978-3-89521-025-9, OCLC 33985905)
- (de) Unheimliche Reise : Roman, Europäische Verlagsanstalt, 1998 (ISBN 978-3-434-50427-6, OCLC 39126639)
- (de) Texte, Analysen, Portraits. Zeichen und Spuren, Bremen, 1985 (ISBN 978-3-924588-56-4)